# Uvaria curtisii
Uvaria curtisii är en kirimojaväxtart som beskrevs av George King. Uvaria curtisii ingår i släktet Uvaria och familjen kirimojaväxter. Inga underarter finns listade i Catalogue of Life.